# Masakatsu Miyamoto
Masakatsu Miyamoto (宮本 征勝, Miyamoto Masakatsu, né le 4 juillet 1938 à Hitachi dans la préfecture d'Ibaraki au Japon et mort le 7 mai 2002 à Mito) est un footballeur japonais.
Il est étudiant à l'Université Waseda, d'où il sort diplômé en commerce en 1961.
Il est médaillé de bronze aux Jeux olympiques d'été de 1968.